# Segnali di fumo (album)
Segnali di fumo è il secondo album in studio del rapper italiano Grido, pubblicato il 3 marzo 2017.

## Tracce
1. Veleno (feat. Raige) – 4:24
2. Vaffanculo (feat. Marco Masini) – 3:43
3. Abbiamo vinto noi (feat. Danti) – 3:56
4. Strade sbagliate (feat. Chiara Grispo) – 3:34
5. Segnali di fumo (feat. Galup) – 3:53
6. Gravità zero – 3:33
7. Blu (feat. Caneda) – 3:38
8. La rivincita dei Nerds (feat. Shade) – 3:38
9. King Kong (feat. Danti) – 3:38
10. Occhi diversi (feat. Tormento) – 3:45
11. Gremlins (feat. J-Ax) – 3:26
12. Videogame – 3:41
13. L'Italia chiama (Pub Song parte II) – 3:06
14. Scemo scemo – 3:26
15. Peter Pan – 3:23
16. Non fa per me – 3:38